# 沈绪榜
沈绪榜（1933年1月10日—2024年8月16日），男，湖南临澧人，中國大陸计算机专家，中国航天电子基础技术研究院西安微电子技术研究所研究员。

## 生平
沈绪榜生于湖南临澧。1953年考入武汉大学数学系，后应组织要求转学北京大学学习计算机，1957年毕业于北京大学数学力学系，毕业后分配至中国科学院计算技术研究所工作，1965年调入中国科学院156工程处（即771所前身）。1997年当选为中国科学院院士。长期从事嵌入式计算机及其芯片的设计工作，参与设计了中国第一台中小规模集成电路两种箭载数字计算机。曾荣获国家科学技术进步奖特等奖1次、三等奖3次，国防科学技术进步奖二等奖2次，2016年获中国计算机学会终身成就奖，发表了100多篇科技论文，出版了7部学术著作，培养出50多位博士研究生和60多位硕士研究生。2024年8月16日在西安病逝，享年92岁。